# دانشگاه ملی فیلم و تئاتر کاراجیاله
دانشگاه ملی فیلم و تئاتر کاراجیاله (انگلیسی: The Caragiale National University of Theatre and Film) یک دانشگاه همگانی در شهر بخارست رومانی است که در سال ۱۹۵۴ میلادی پایه‌گذاری شد. این دانشگاه به افتخار یون لوکا کاراجیاله نام‌گذاری شده‌است.

## برخی از دانش‌آموختگان سرشناس
- تودور جورجو
- کاترینل دومیترسکو
- مارسل آیرس
- رادو ژوده
- مایا مورگنشترن
- کریستین مونجیو
- کالین پتر نتسر
- فلورین پی‌یرسیک
- کورنلیو پورومبوی
- کوسمینا استراتان
- آنا اولارو